# جون لوي فيفي

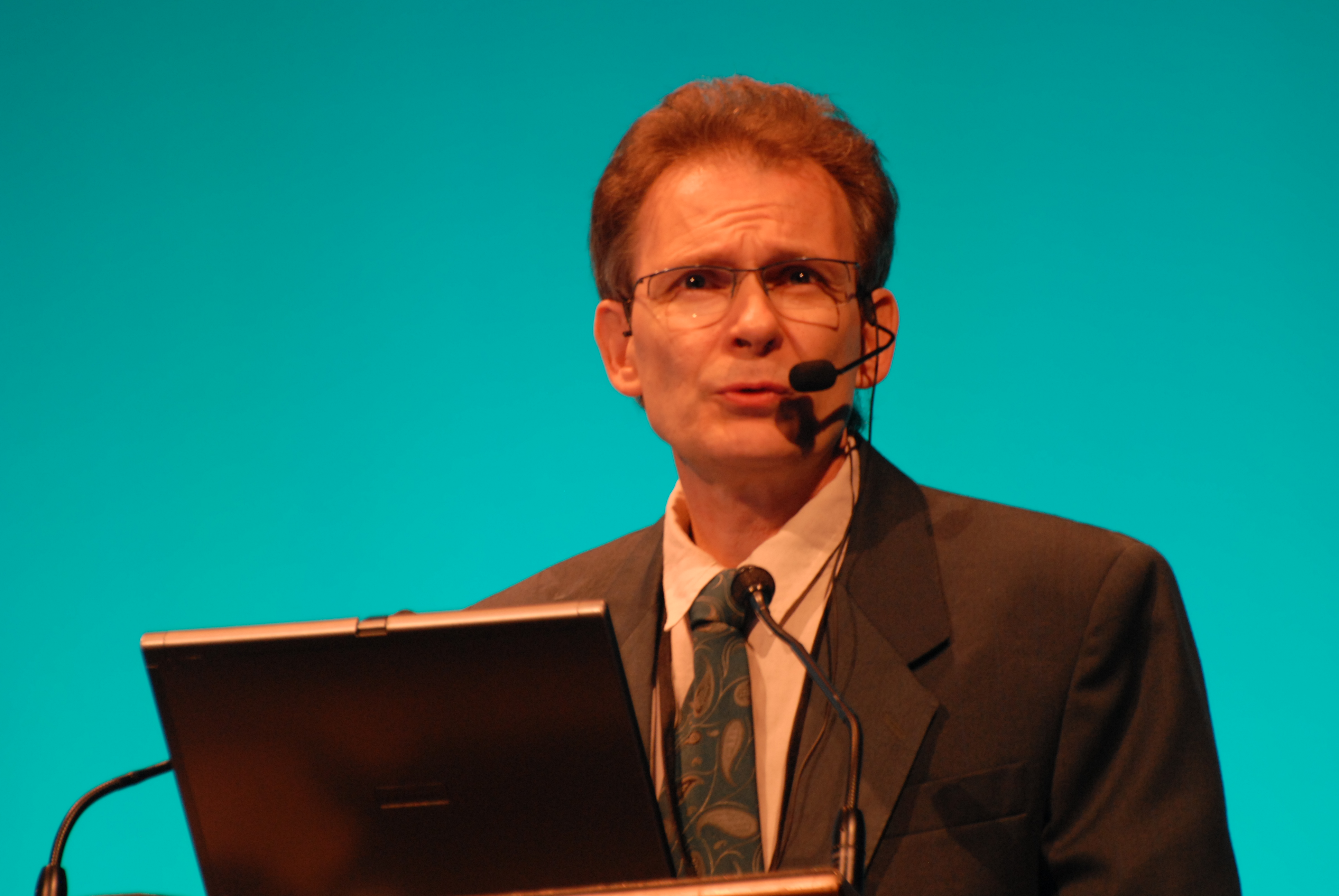
جون لوي فيفي بمؤتمرMicroTAS 2007بباريس ـ خطاب الافتتاح

جون لوي فيفي (بالفرنسية: Jean-Louis Viovy)‏ عالم فرنسي في علوم الفزياء. مدير ابحاث في المركز الوطني الفرنسي للبحث العلمي (CNRS- Centre Nationale de Recherche Scientifique) . يقود منذ سنة 1999 بالمعهد كري  Institut Curie فريق  Macromolecules and Microsystems in Biology and Medicine المتخصص في المختبرات على رقاقة وأدوات وطرق التحليل من أجل طب وعلوم الأحياء.